# Lake Central Airlines
La Lake Central Airlines era una compagnia aerea regionale che collegava vari punti nel Midwest e negli Stati Uniti orientali dal 1950 al 1968, quando si fuse con Allegheny Airlines. Nel 1979 Allegheny diventa USAir. Nel 1997 USAir cambiò ragione sociale in US Airways. Infine, nel 2015, US Airways viene acquistata da American Airlines.

## Storia
La compagnia aerea era stata fondata come Turner Airlines nel 1948; aveva sede presso l'Aeroporto di Weir Cook (ora Aeroporto Internazionale di Indianapolis) a Indianapolis, nell'Indiana. La rete di Lake Central negli anni '50 si estendeva da Chicago a Pittsburgh; nell'agosto 1953 programmò voli per 21 diversi aeroporti e nel maggio 1968 per 39.

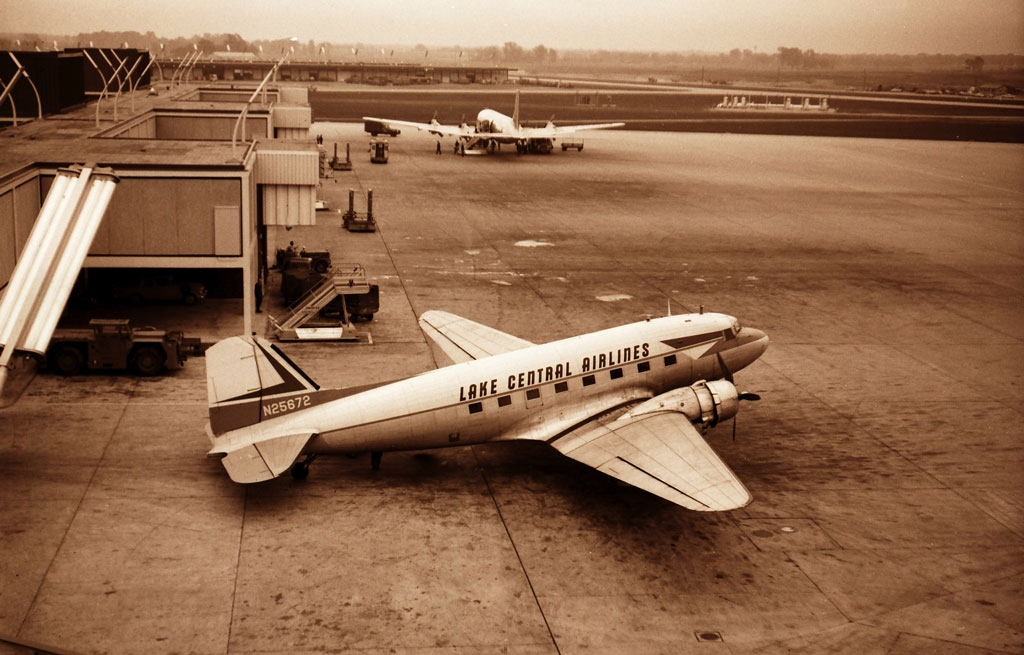
Un Douglas DC-3, autentica icona dell'aviazione e un velivolo piuttosto comune per le compagnie regionali come la Lake Central.

Come altre compagnie aeree locali regolate dal Consiglio Federale dell'Aeronautica Civile, la Lake Central venne sovvenzionata; nel 1962 le sue entrate di $ 10,8 milioni includevano $ 4,2 milioni di "pub. serv. rev.".
Nel febbraio 1955 la Lake Central Airlines divenne la prima compagnia aerea di linea di proprietà dei dipendenti nella storia dell'industria del trasporto aereo. 162 dipendenti (65% del totale) acquistarono il 97,5% delle azioni in circolazione, il 25% a titolo definitivo e il resto fu finanziato in 24 mesi.

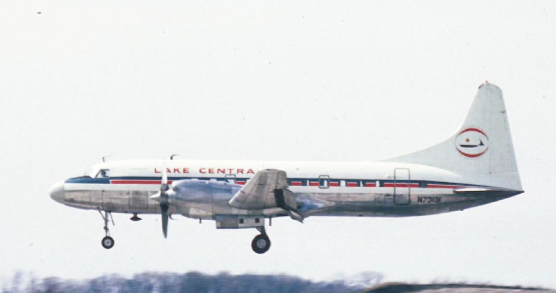
Un Convair 580, aereo robusto ed affidabile, in livrea Lake Central.

A partire dal 1º luglio 1968 la compagnia aerea venne acquisita e fusa in Allegheny Airlines. L'Allegheny successivamente chiuse la base di Indianapolis e vendette i Nord 262, che si erano dimostrati inaffidabili. Lake Central aveva pianificato l'acquisizione dei nuovi Boeing 737-200, ma l'ordine, ovviamente, è stato annullato.

## Flotta
Nella sua flotta erano compresi aerei come i Douglas DC-3, i Convair 340 e 580, i Beechcraft Bonanza ed i Nord 262. I voli su DC-3 terminarono nel 1967 e nella primavera del 1968 la Lake Central aveva una flotta interamente turboelica di Convair 580 e Nord 262, che tuttavia durò pochissimo, data l'imminente fusione con Allegheny Airlines.

### Flotta storica
La Lake Central Airlines operò i seguenti tipi di aerei:
- 8 Convair CV-340
- 4 Convair CV-580
- 1 Curtiss C-46 Commando (N1802M)
- 14 Douglas DC-3
- 5 Douglas C-47 Skytrain
- 3 Douglas C-53 Skytrooper
- 12 Nord 262A

## Destinazioni nel 1968
- Akron/Canton (Ohio)
- Baltimora, Maryland
- Bloomington, Indiana
- Buffalo, New York
- Charleston, Virginia Occidentale
- Chicago, Illinois (Aeroporto Internazionale di Chicago-O'Hare)
- Cincinnati, Ohio - hub
- Clarksburg, Virginia Occidentale
- Cleveland, Ohio
- Columbus, Ohio - hub
- Danville, Illinois
- Dayton, Ohio
- Detroit, Michigan
- Elkins, Virginia Occidentale
- Erie, Pennsylvania
- Evansville, Indiana
- Grand Rapids, Michigan
- Indianapolis, Indiana - hub e sede della compagnia aerea
- Kalamazoo, Michigan
- Kokomo, Indiana
- Lafayette, Indiana
- Lima, Ohio
- Louisville, Kentucky
- Mansfield, Ohio
- Marion, Indiana
- Martinsburg, Virginia Occidentale
- Morgantown, Virginia Occidentale
- Muncie (Indiana), Indiana
- Parkersburg, Virginia Occidentale
- Pittsburgh, Pennsylvania
- Portsmouth, Ohio
- St. Louis, Missouri
- South Bend, Indiana
- Terre Haute, Indiana
- Toledo, Ohio
- Washington (Aeroporto Nazionale di Washington-Ronald Reagan)
- Wheeling, Virginia Occidentale
- Youngstown, Ohio
- Zanesville, Ohio

## Incidenti
- Il 5 marzo 1967 il volo Lake Central 527, un Convair 580, si schiantò vicino a Marseilles, in Ohio, con la perdita di tutti i 38 passeggeri e i 3 membri dell'equipaggio. Durante le indagini si scoprì che un'elica dell'aereo non era stata adeguatamente trattata, così che ad un certo punto questa si staccò dal supporto squarciando la fusoliera e compromettendo l'integrità del velivolo, facendolo precipitare come un sasso.[6]